# Список гробниць в Долині царів
Список гробниць в Долині царів — перелік поховань в Долині Царів, в Фівах (сучасний Луксор) і прилеглих районах. Сучасні єгиптологи використовують абревіатуру KV (від англ. «Kings 'Valley», тобто «Долина Царів») для позначення гробниці, розташованої в Долині Царів. Така система була створена Джоном Гардінером Вілкинсоном в 1821 році. У той час Вілкінсон нарахував 21 відому йому гробницю (деякі з яких були розкриті ще в давнину), пронумерувавши за місцем їх розташування, починаючи зі входу в долину і продовжуючи вести рахунок у бік півдня і сходу. Гробниці, виявлені пізніше, нумерувалися в порядку їх відкриття (в Західній долині гробниці відомі під абревіатурою «WV», тобто «West Valley» — «Західна долина»).

## Перелік в Східній долині

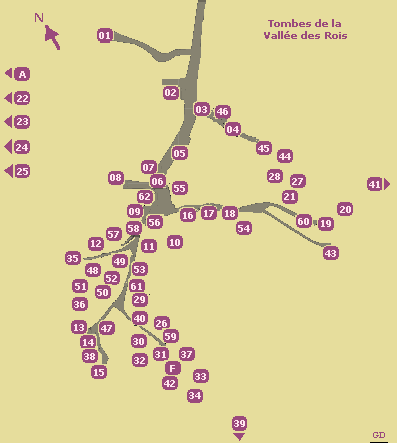
Східна долина

Першою «відкритою» гробницею вважається поховання Рамсеса VII (KV1), останньою — безіменна гробниця (KV63), виявлена в 8 лютого 2006 році археологами з університету Мемфіса. Гробниця KV5 була заново відкрита в 1990-х роках після того, як дані про її місце розташування були загублені попередніми дослідниками. Більшість відкритих для широкої громадськості гробниць у Долині царів знаходиться в східній її частині, де вони постійно є предметом уваги численних туристів.
| Номер гробниці                                                   | Ім'я                             | Час будівництва        | Відомості |
| ---------------------------------------------------------------- | -------------------------------- | ---------------------- | --- |
| KV1                                                              | Рамсес VII                       | XX династія            | |
| KV2                                                              | Рамсес IV                        | XX династія            | |
| KV3                                                              | Безіменний син Рамсеса III       | XX династія            | |
| KV4                                                              | Рамсес XI                        | XX династія            | |
| KV5                                                              | Сини Рамсеса II                  | XIX династія           | 120 внутрішній приміщень. Вважається найбільшою гробницею в долині. Археологічні роботи тут тривають, але дослідники зробили висновок, що це, ймовірно, найбільша гробниця в долині. Її було розкрито і пограбовано ще в давнину, а її розташування в низині сприяло тому, що повені приносили сюди тонни сміття і піску протягом століть. Зрештою приховало величезні розміри поховання. Закрита для широкого загалу. |
| KV6                                                              | Рамсес IX                        | XX династія            | Усипальниця простягається по схилу пагорба майже на 105 м завдовжки і має бічні камери, більшість з яких так і не були належним чином оформлені або закінчені. |
| KV7                                                              | Рамсес II                        | XIX династія           | Спочатку була приблизно такої ж довжини, як і гробниця його батька Сеті I, проте її внутрішні приміщення займали велику площу. Через її нинішній жалюгідний стан натепер франко-єгипетська група дослідників на чолі з Крістіаном Лебланом проводить розкопки і роботи зі збереження й реставрації пам'ятки ( |
| KV8                                                              | Меренптах                        | XIX династія           | Була пограбована ще в давнину. Її довжина становить близько 160 м. Поховальна камера містить унікальний набір з чотирьох вкладених один в одного саркофагів. Гробниця добре оформлена всередині і завжди відкрита для відвідувань. |
| KV9                                                              | Рамсес V і Рамсес VI             | XX династія            | Відома також як «гробниця Мемнона» |
| KV10                                                             | Аменмес                          | XX династія            | |
| KV11                                                             | Рамсес III                       | XX династія            | Відома також як «гробниця Арфіста» (за свої внутрішні розписи) або «гробниця Брюса». Є однією з найбільших гробниць в Долині царів і постійно відкрита для широкого загалу. |
| KV12                                                             | невідомо                         | XVIII або XIX династія | Використовувалася як родинне поховання |
| KV13                                                             | Ірсу, Амонхорхепшеф              | XIX або XX династія    | |
| KV14                                                             | Таусерт, Сетнахт                 | XIX або XX династія    | Сетнахта узурпував для себе поховання цариці Таусерт. В цій гробниці є дві поховальні камери, а наступні доповнення до неї відносять її до числа найбільших царських гробниць, що простягнулася більш ніж на 150 м. |
| KV15                                                             | Сеті II                          | XIX династія           | |
| KV16                                                             | Рамсес I                         | XIX династія           | Являє собою трохи більше, ніж усічений спадний коридор з поховальною камерою в кінці. Тут є яскравий внутрішній декор і царський саркофаг. що зберігся натепер. Його розташування в центральній частині камери означає, що гробницю часто відвідували в давнину, про що також може свідчити розширений вхід в усипальницю й багаті розписи на стінах.                                                                  |
| KV17                                                             | Сеті I                           | XIX династія           | Відома також як «гробниця Апіса», «гробниця Псамміса, сина Нехо» або «гробниця Бельцоні» (за іменем відкривача гробниці) чи «гробниця Брюса». Вважається найкращою гробницею в долині, про що свідчать зроблені при її будівництві внутрішні роботи і багаті розписи на стінах та стелі. |
| KV18                                                             | Рамсес X                         | XX династія            | |
| KV19                                                             | Монтухорхепшеф, син Рамсеса IX   | XX династія            | Гробниця невелика за своїми розмірами і з простим плануванням, має незакінчений коридор, проте її настінні прикраси дуже багаті. Її було відреставровано й відкрито для туристів. |
| KV20                                                             | Тутмос I і Хатшепсут             | XVIII династія         | |
| KV21, KV26, KV27, KV28, KV29, KV31, KV33, KV37, KV40, KV44, KV59 | невідомо                         | Нове царство           | Початкові власники цих гробниць невідомі |
| KV30                                                             | невідомо                         | XX династія            | Відома також як «гробниця лорда Белмора» |
| KV32                                                             | Тія                              | XVIII династія         | |
| KV34                                                             | Тутмос III                       | XVIII династія         | |
| KV35                                                             | Аменхотеп II                     | XVIII династія         | Сюди були перенесені більш десятка мумій, багато хто з них царські |
| KV36                                                             | Маіхерпрі                        | XVIII династія         | Представник знаті за часів фараона Хатшепсут |
| KV38                                                             | Тутмос I                         | XVIII династія         | Підготовлено для цього фараона за наказом Тутмоса III |
| KV39                                                             | Аменхотеп I (ймовірно)           | XVIII династія         | |
| KV41                                                             | невідомо                         | XVIII династія         | Можливо призначалася для цариці Тетішері |
| KV42                                                             | цариця Хатшепсут-Мерітра         | XVIII династія         | |
| KV43                                                             | Тутмос IV                        | XVIII династія         | Камера має овальну картушоподібну форму |
| KV45                                                             | Усерхет                          | XVIII династія         | Гробниця знаті |
| KV46                                                             | Юйя і Туйя                       | XVIII династія         | Гробниця батьків цариці Тії. До відкриття гробниці Тутанхамона була похованням, що найкраще збереглося в Долині царів |
| KV47                                                             | Сіптах                           | XIX династія           | |
| KV48                                                             | Амонеміпет Паїрі                 | XVIII династія         | Гробниця знаті |
| KV49                                                             | невідомо                         | XVIII династія         | Ймовірно слугувала коморою |
| KV50, KV51, KV52                                                 | невідомо                         | XVIII династія         | Гробниці призначалися для тварин — ймовірно, для домашніх вихованців Аменхотепа II, чия гробниця знаходиться неподалік |
| KV53                                                             | невідомо                         | Нове царство           | |
| KV54                                                             | невідомо                         | XVIII династія         | Ймовірно, слугувала схованкою для бальзамування мумії з гробниці Тутанхамона |
| KV55                                                             | Сменхкара / Аменхотеп IV Ехнатон | XVIII династія         | Гробниця могла служити схованкою, що містив мумії представників Амарнського періоду, зокрема Тії і Сменхкара або Ехнатона |
| KV56                                                             | невідомо                         | XIX династія           | Відома також, як «Золота гробниця». Перший власник невідомий. Були виявлені різні елементи з іменами Рамсеса II, Сеті II і Таусерта |
| KV57                                                             | Хоремхеб                         | XVIII династія         | Зрідка відкрита для громадськості. Має низку особливостей і багато оформлена. Завдяки її внутрішньому оздобленню і настінним розписам спостерігають перехід від традиційних доамарнських гробниць до поховань XIX династії. |
| KV58                                                             | невідомо                         | XVIII династія         | Відома також, як «Гробниця колісниці». Перший власник невідомий. Позолочений орнамент містить імена Тутанхамона і Ай |
| KV60                                                             | Сітра-Ін                         | XVIII династія         | Придворна жінка-лікар за часів Хатшепсут |
| KV61                                                             | невідомо                         | Нове царство           | Вважається, що її не використовували |
| KV62                                                             | Тутанхамон                       | XVIII династія         | Найвідоміше відкриття сучасної археології, зроблене Говардом Картером 4 листопада 1922 року. Дослідні роботи тривали до 1932 року. Гробниця Тутанхамона є єдиним царським похованням, яке збереглося практично незайманим, хоча древні грабіжники побували тут. Виявлено багатстві скарби. З цією гробницею пов'язано легенду про «Прокляття фараонів».                                                                |
| KV63                                                             | невідомо                         | XVIII династія         | Її призначення невідоме |
| KV64                                                             | Нехмес Бастет (співачка)         | Нове царство           | Підземна аномалія, що також вважається гробницею, згідно з неофіційною заявою, зробленою 28 липня 2006 року. Її вхід виявлено в липні 2008 року. |
| KV65                                                             | невідомо                         | Нове царство           | Розкопана гробниця, її вхід виявлено в липні 2008 року |
| KVB—KVT                                                          | невідомо                         | Нове царство           | Не призначалися для поховань. Деякі з них спочатку будувалися як гробниці, інші служили схованками для поховального начиння |

## Перелік в Західній долині

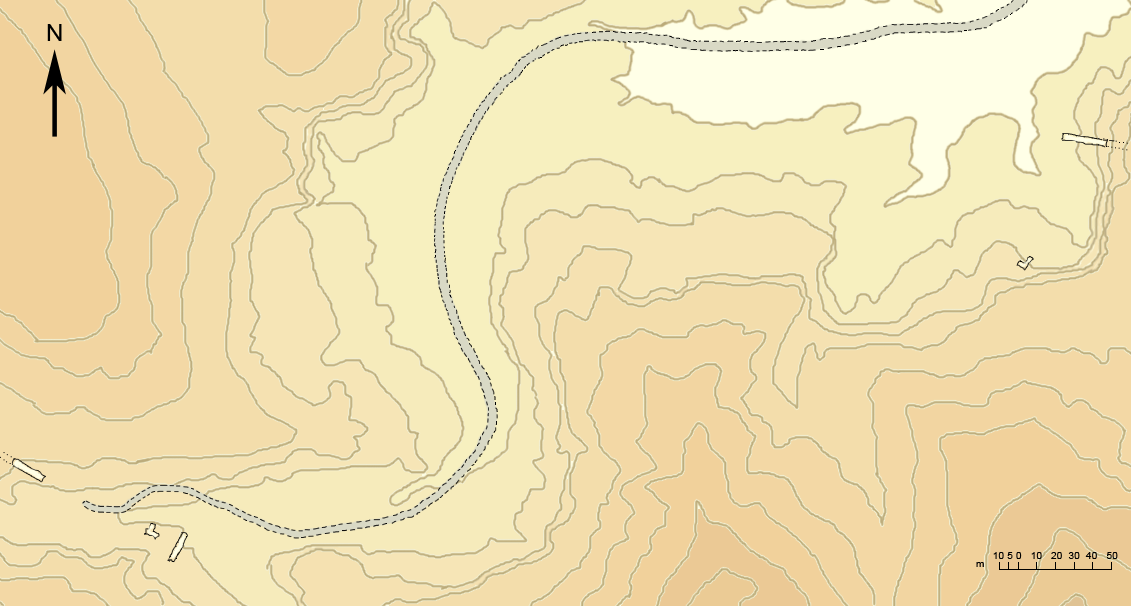
Західна долина

Нумерація гробниць в Західній долині проходить в тому ж порядку, що і в Східній.
| Номер гробниці | Ім'я          | Час будівництва | Відомості |
| -------------- | ------------- | --------------- | --- |
| WV22           | Аменхотеп III | XVIII династія  | Археологи Університету Васеда (Японія) повторно досліджували її в 1990-х роках. На початку 2000-х була повністю досліджена, проте до цих пір не відкрита для широкого загалу. |
| WV23           | Ай            | XVIII династія  | Єдина, що відкрита для туристів в Західній долині. |
| WV24           | невідомо      | Нове царство    | Початковий власник цієї гробниці невідомий |
| WV25           | невідомо      | XVIII династія  | Можливо, що ця гробниця спочатку будувалася для Аменхотепа IV Ехнатона, коли той ще правил в Фівах, проте так і не була ніколи завершена.                                     |
| WVA            | невідомо      | XVIII династія  | Камера для зберігання різного поховального начиння з гробниці Аменхотепа III, яка знаходиться поруч                                                                           |